# Condado de Carter (Montana)
O Condado de Carter é um dos 56 condados do estado norte-americano de Montana. A sede de condado é Ekalaka, que é também a sua maior cidade. O condado tem uma área de 8671 km² (dos quais 23 km² estão cobertos por água), uma população de 1360 habitantes, e uma densidade populacional de 0,16 hab/km² (segundo o censo nacional de 2000). O condado foi fundado em 1917.